# Allan Jaffe (Tubist)

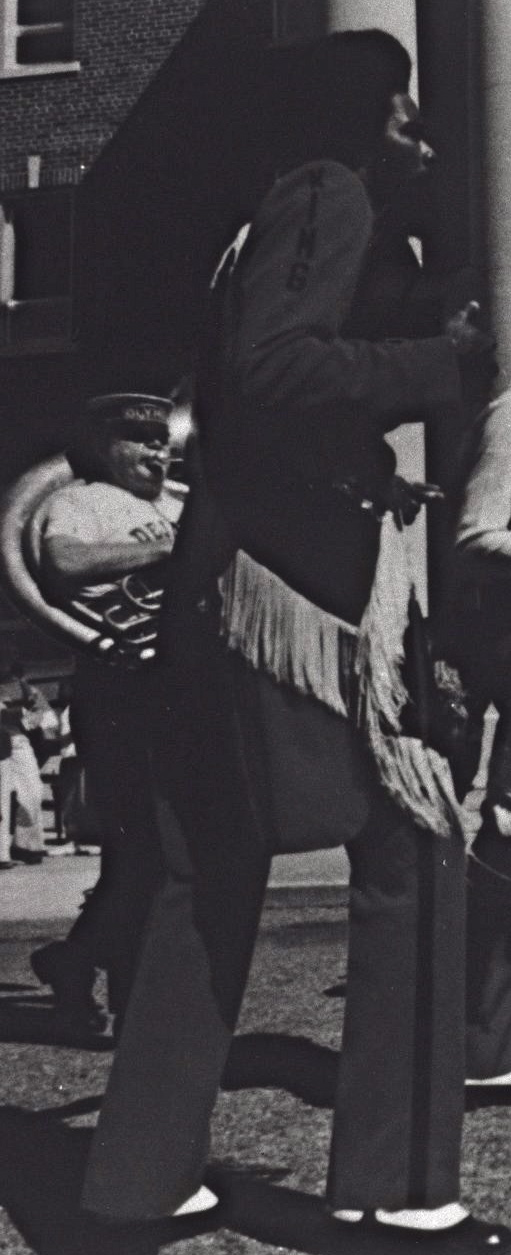
Jaffee links hinten am Susaphon hinter Richard Matthews bei einem Jazzbegräbnis (1981)

Allan Phillip Jaffe (* 24. April 1935 in Pottsville (Pennsylvania); † 9. März 1987 in New Orleans) war ein amerikanischer Jazzmusiker (Tuba, Band-Leader) und Betreiber der Preservation Hall in New Orleans.

## Leben und Wirken
Jaffe stammt aus einer musikalischen Familie: Sein Großvater war als Hornist in der russischen kaiserlichen Armee tätig; sein Vater war Mandolinenspieler und Lehrer. Jaffe lernte Klavier und Kornett, bevor er sich in der Highschool für die Tuba entschied. Er studierte an der Universität von Pennsylvania, bevor er als Zeitsoldat in der Armee diente.
Nach seiner Entlassung zog Jaffe 1961 nach New Orleans, wo er bald die Preservation Hall übernahm. Damit spielte er eine wichtige Rolle beim Revival der 1960er Jahre und für die Karrieren von Musikern wie George Lewis, Jim Robinson, Alcide Pavageau, Punch Miller, Chester Zardis, Kid Sheik Cola, Percy Humphrey, Kid Thomas Valentine und Billie Pierce. 
Zudem war Jaffe Leiter und Tubist der Preservation Hall Jazz Band, mit der er auch mehrere Alben einspielte, und organisierte weltweite Tourneen der Band. Er ist auch auf Aufnahmen von Johnny Wiggs sowie mit dem New Orleans Ragtime Orchestra und Harold Dejans Olympia Brass Band of New Orleans zu hören.
Sein Sohn Ben Jaffe spielt Kontrabass und Tuba und tritt jetzt mit der Preservation Hall Jazz Band auf.